# Établissement urbain de Medvejiegorsk
L'établissement urbain de Medvejiegorsk (en russe : Медвежьего́рское городско́е поселе́ние) est une entité municipale de Russie formée en 2004, du raïon de Medvejiegorsk dans la république de Carélie. Son siège administratif est la ville de Medvejiegorsk.

## Géographie
L'établissement urbain se situe dans le raïon de Medvejiegorsk, un des raïons de la république de Carélie,,,,. Le raïon et la république se trouvent dans le nord de la Russie européenne.
La superficie de la municipalité de Medvejiegorsk est de 343 kilomètres carrés. Elle est bordée à l'ouest par Tchopina dans le raïon de Karhumäki, au nord par Pinduchi et au sud-est par les municipalités de Sunku, et au sud par le raïon de Kontupohja. Environ 74,5 % de sa superficie est constituée de forêts et 16,5 % d'eau.

## Population
Selon le recensement de 2010, 91 % des habitants de la municipalité sont russes, 3 % caréliens, 2 % biélorusses et 2 % ukrainiens.
Recensements (*) et estimations de la population,:
| 2010*  | 2021*  | 2023   | - |
| ------ | ------ | ------ | - |
| 15 786 | 12 189 | 11 964 | - |

## Localités
L'établissement urbain compte 4 localités,,,.
| Nom           | Nom russe     | Statut    | Population (2013) |
| ------------- | ------------- | --------- | ----------------- |
| Vitchka       | Вичка         | possiolok | 184               |
| Medvejiegorsk | Медвежьегорск | ville     | 11 737 (pop 2023) |
| Pergouba      | Пергуба       | gare      | 48                |
| Pitomink      | Питомник      | possiolok |                   |